# Red Rock
Red Rock is een plaats (town) in de Amerikaanse staat Oklahoma, en valt bestuurlijk gezien onder Noble County.

## Demografie
Bij de volkstelling in 2000 werd het aantal inwoners vastgesteld op 293.
In 2006 is het aantal inwoners door het United States Census Bureau geschat op 290, een daling van 3 (-1,0%).

## Geografie
Volgens het United States Census Bureau beslaat de plaats een oppervlakte van
0,6 km², geheel bestaande uit land. Red Rock ligt op ongeveer 314 m boven zeeniveau.

## Plaatsen in de nabije omgeving
De onderstaande figuur toont nabijgelegen plaatsen in een straal van 28 km rond Red Rock.